# Osteodes latimarginaria
Osteodes latimarginaria là một loài bướm đêm trong họ Geometridae.